# Breath of Fire
Breath of Fire (ブレスオブファイア 竜の戦士?, Buresu obu Faia: Ryū no Senshi, lett. "Breath of Fire: Il guerriero del drago"), è un videogioco di ruolo sviluppato da Capcom, inizialmente per il solo Super Nintendo Entertainment System. Distribuito in Giappone il 3 aprile 1993, successivamente fu tradotto da SquareSoft per il mercato americano. Primo gioco di ruolo di Capcom, Breath of Fire precede tutti i numerosi seguiti con il suo character design di Keiji Inafune e le musiche degli Alph Lyla. Nel 2001, il gioco è stato convertito per la piattaforma portatile Game Boy Advance con una grafica revisionata, interfaccia più intuitiva e salvataggi illimitati.
Breath of Fire segue le avventure di Ryu, ultimo membro di una razza ibrida umano-drago e ricerca la sorella. Durante la sua avventura, incontrerà altri guerrieri con cui condividere le proprie esperienze e combatterà il Clan del Dragone Oscuro, un impero dittatoriale il cui scopo è resuscitare una dea perversa. Seguito da Breath of Fire II, nel 1994, il capostipite ottenne buone valutazioni.

## Modalità di gioco
Breath of Fire è un tradizionale gioco di ruolo in 2D, con prospettiva isometrica durante i combattimenti casuali. Il giocatore esplora numerosi ambienti con personaggi e oggetti interattivi e affronta numerosi nemici sotto forma di incontri casuali. Ryu e tutti gli altri personaggi incontrati durante l'avventura dispongono di doti uniche. I personaggi combattenti in una battaglia sono massimo quattro, ma possono essere cambiati ogni qualvolta lo si desideri, inoltre alcune loro abilità influenzano anche il mondo esplorabile. Il menù di gioco è semplificato con un sistema ad icone facilmente navigabile ma inizialmente macchinoso. Avanzando nel gioco, si ottengono o acquistano oggetti sempre di maggiore valore o potere. Gli incontri sono casuali ed avvengono per lo più in luoghi chiusi e pericolosi, oppure nella mappa del mondo. I personaggi dispongono di energia indicata da numeri, i nemici invece dispongono di una barra colorata che cambia colore e lunghezza in base all'energia rimasta. I boss possono combattere anche dopo aver perduto tutta la loro energia - il continuo di una barra troppo lunga per entrare nello schermo - e possono essere danneggiati, così come tutti gli altri nemici, anche da magie e tecniche speciali che richiedono punti abilità. I nemici sconfitti conferiscono esperienza ai personaggi con la quale salgono automaticamente di livello e apprendono nuove tecniche, raggiunta la quantità necessaria. Il gioco salva i progressi nella rom della cartuccia stessa.

## Trama

### Personaggi
Breath of Fire presenta numerosi personaggi disegnati da Keiji Inafune - famoso per la serie Mega Man - e disegni ufficiali di Tatsyua Yoshikawa. La maggior parte dei personaggi evidenzia numerosi elementi animaleschi. Ryu, il protagonista, vede la sorella Sara rapita dal Clan del Dragone Oscuro e deve liberarla e per far ciò cercherà di perfezionare il controllo sui suoi poteri di dragone.

## Sviluppo
Breath of Fire fu sviluppato dalla Capcom per il Super Nintendo Entertainment System dal designer Yoshinori Kawano e producer Tokuro Fujiwara, creatori della serie Ghosts 'n Goblins. Keiji Inafune, capo sviluppatore alla Capcom, disegnò i personaggi, ma il supervisore lo rimpiazzò con Tatsuya Yoshikawa, il quale mantenne tutte le caratteristiche originali di Inafune nello stile grafico. Capcom aggiunse alcuni segreti nel gioco, tra cui la presenza di Chun-Li da Street Fighter come cameo. La distribuzione americana fu un progetto coordinato dalla Capcom USA e Square Soft, quest'ultima responsabile della traduzione del titolo, data la poca esperienza della Capcom, all'epoca, con le traduzioni di giochi prettamente testuali. Square Soft pubblicizzò il gioco nel quarto numero dell'The Ogopogo Examiner presentando al pubblico il gioco come "un prodotto dagli stessi creatori della serie Final Fantasy "." Breath of Fire fu tradotto in inglese da Ted Woolsey, già traduttore di Final Fantasy Legend III, Final Fantasy Mystic Quest, e Secret of Mana. Molti nomi di personaggi ed oggetti sono stati troncanti per la mancanza di spazio nella cartuccia o per l'eccessiva lunghezza. Capcom, nel marzo 2001, annunciò la conversione per Game Boy Advance del primo Breath of Fire, anticipando "nuove succose aggiunte". Le migliorie sono prettamente grafiche e i contenuti correlati alla trama sono stati leggermente alterati. È possibile salvare ogni qualvolta si voglia e si può effettuare la corsa tenendo premuto il pulsante desiderato. Due giocatori possono scambiarsi i propri oggetti se dispongono di un cavo di collegamento tra Game Boy Advance. Due mesi prima dell'Electronic Entertainment Expo del 2001, a Los Angeles, Capcom USA annunciò l'imminente rilascio, a settembre, di una traduzione inglese ufficiale.

### Audio
Gli Alph Lyla composero la colonna sonora: Yasuaki Fujita, Mari Yamaguchi, Minae Fuji, e Yōko Shimomura, accreditati sotto gli pseudonimi di "Bun Bun", "Mari", "Ojarin", e "Pii♪", rispettivamente. Solo nella collezione musicale Breath of Fire Original Soundtrack Special Box distribuita nel tardo 2006, la colonna sonora del primo è disponibile per l'ascolto. Per promuovere il gioco, la Capcom ha pagato i diritti per usare la canzone "Running Wild" di Toshi e del gruppo J-rock Night Hawks nel loro spot televisivo ed una revisione alterata del brano, intitolata "Breath of Fire", appare poi nell'album del 1994 "The Midnight Hawks"'.

## Accoglienza
Breath of Fire riscontro un successo evidente durante la prima commercializzazione, e fu ben accolto da giocatori e critica americana - Nintendo Power si complimentò per l'alto livello d'esplorazione e la mancanza di linearità, tipica di titoli come Final Fantasy II", criticandone giusto la trama, più affine ad un gioco d'azione che d'avventura." GamePro fu più contenuta con le valutazioni: "grafica discreta al più, nemici assurdi, trama balorda". Game Informer valutò il titolo con 9/10, mentre Electronic Gaming Monthly si complimentò per la "eccellente grafica e sonoro" e constatò che "anche se non si è soliti giocare titoli come questo, è un'esperienza da provare!" In Nord America il titolo ebbe moderato successo, ma appena uscì il seguito, le vendite del capostipite aumentarono vertiginosamente, e Nintendo Power commentò il fenomeno come una "inattesa retribuzione". " La versione Super Nintendo detiene una media del 78% su GameRankings. Nel 1997, Breath of Fire fu collocato all'ottantaduesima posizione nella lista dei 100 migliori giochi per le console Nintendo dalla Nintendo Power', e nel 2006 e 161 nella Top 200 della rivista.

### Game Boy Advance
Su Game Rankings ha una media del 79% e su Metacritic del 79%. Vendette durante la prima settimana 22,236 copie in Giappone, per un totale di circa 64.000 alla fine del 2001.
Play Magazine lamentò l'eccessiva coloratezza e la qualità sonora bassa della trasposizione per Game Boy Advance. GameSpot considerò il sonoro eccessivamente "tintinneggiante" ma, nonostante ciò, reputò il titolo "ancora una volta, un gioco di ruolo solido". IGN considerò il gioco un "passatempo decente", data la sua vetustà nella meccanica e nella grafica e per i suoi enigmi semplici. Electronic Gaming Monthly notò tutte le piccole carenze della conversione portatile ma lodò l'aggiunta dei salvataggi istantanei, definendo "Breath of Fire si conferma essere un'aggiunta avvincente nel campo del videogioco portatile".
Game Informer raccomandò il gioco a chiunque "gradisca gli J-RPG" assieme alla "Nintendo Power", la quale considerò il titolo "un caposaldo del 16-bit". GamePro considerò il titolo "divertente" ma meno coinvolgente delle narrative dei titoli successivi. Nel 2002, Breath of Fire è stato candidato per il "Best Game Boy Advance Role-Playing Game" agli IGN's Best of 2001 awards.

## Negli altri media
Breath of Fire fu traslato in due serie manga, poi distribuite nel mercato giapponese. La prima, Breath of Fire: Ryū no Senshi di Hiroshi Yakumo e pubblicata dalla Family Computer Magazine, ripropone gli eventi del gioco approfondendo la storia, per poi essere ristampata dalla Tokuma Shoten. Alcuni eventi vengono scartati e qualche nuovo personaggio viene aggiunto. Il secondo manga, Breath of Fire: Hime no Oujo (ブレス オブ ファイア -翼の王女-, lit. "Breath of Fire: La principessa Alata") di Kouji Hayato, è un seguito diretto e centra la storia sulla relazione amorosa tra Ryu e Nina. Pubblicato per la prima volta su Monthly Shōnen Jump, prima di essere pubblicato come un manga da due volumi dalla Shueisha Jump Comics, ottiene un seguito-gaiden intitolato Breath of Fire Part II: Chiisana Boukensha (ブレスオブファイア PART2 ~小さな冒険者~, lit. "Breath of Fire Parte 2: Piccoli avventurieri"), e segue le avventure di Ryu e Bo, il figlio.